# دانيال غران
دانيال غران (بالألمانية: Daniel Gran)‏ هو رسام نمساوي، ولد في 22 مايو 1694 في فيينا في النمسا، وتوفي في 16 أبريل 1757 في سانت بولتن في النمسا.